# Richardson County
Richardson County är ett administrativt område i delstaten Nebraska, USA, med 8 363 invånare. Den administrativa huvudorten (county seat) är Falls City. 

## Geografi
Enligt United States Census Bureau har countyt en total area på 1 440 km². 1 432 km² av den arean är land och 8 km² är vatten. 

### Angränsande countyn
- Nemaha County - norr
- Holt County, Missouri - öster
- Doniphan County, Kansas - sydost
- Brown County, Kansas - söder
- Nemaha County, Kansas - sydväst
- Pawnee County - väster